# حبر العيون (مسلسل)
حبر العيون، هو مسلسل تلفزيوني كويتي. انتج وعرض بعام 2012 أخرجه أحمد يعقوب المقلة، وقام بتاليفه جمال سالم وعرض المسلسل في رمضان 1433 هـ.

## قصة المسلسل
تدور أحداث المسلسل في إطار اجتماعي حول المشاكل التي تعاني منها الأسرة حينما يتواجد فيها فرد معاق، والتغيرات التي طرأت على العلاقات الإنسانية التي تحولت إلى الأسوأ.

## الفنانون المشاركون بالعمل
| الممثلين       | بدور               |
| -------------- | ------------------ |
| حياة الفهد     | سعاد               |
| أحمد الصالح    | منصور              |
| هيا عبد السلام | ندى                |
| هند البلوشي    | سلوى               |
| أحلام حسن      | بشاير              |
| ريما الفضالة   | نوف                |
| أحمد الجسمي    | جاسم               |
| حبيب غلوم      | طلال               |
| محمود بوشهري   | محمود              |
| عبير عيسى      | أنعام              |
| هدى صلاح       | عزيزة              |
| نيفين ماضي     | حبيبة              |
| منصور الفيلي   | عصام               |
| أحمد سالم      | فيصل               |
| وجنات الرهبيني | خديجة              |
| هويدا الحسن    | ليلى               |
| يلدا           | توأم: جميلة / زهور |
| ميمونة البلوشي | خادمة سلوى         |